# La Révolte des enfants
Pour plus de détails, voir Fiche technique et Distribution.
La Révolte des enfants est un film français réalisé par Gérard Poitou-Weber, sorti en 1992.

## Synopsis
En 1847, Rase-Motte (Robinson Stévenin), un garçon de 8 ans, se retrouve enfermé dans un bagne d'enfant sur Grande-île en Bretagne à la suite du vol d'un poulet. Il découvre la rudesse des traitements, tant de la part des surveillants plus ou moins sadiques, que de celle de ses camarades plus âgés qui exercent une pression constante sur les plus jeunes.
Sur le bateau qui l'amenait vers le lieu de sa peine de 5 ans, il avait fait la connaissance de la comtesse d'Ozeray (Clémentine Amouroux), une journaliste qui vient s'informer sur cette « colonie paternelle » pour rédiger un article. C'est le moment que choisissent les enfants pour se révolter contre les conditions humiliantes de leur vie en lançant la mutinerie.

## Fiche technique
- Titre : La Révolte des enfants
- Réalisation : Gérard Poitou-Weber, assisté d'Antoine Santana
- Scénario : Gérard Poitou-Weber et Chantal Rémy
- Production : Raymond Blumenthal, Philippe Melenec
- Musique : René Aubry
- Photographie : Dominique Brenguier
- Montage : Colette Farrugia et Jean-Pierre Segal
- Laboratoire : LTC Franay
- Étalonneur couleur : Jean-Christophe Pierrard
- Pays d'origine :  France
- Format : couleurs 35 mm
- Genre : drame
- Date de sortie : 1992

## Distribution
- Michel Aumont : L'oncle
- André Wilms : M. Alexis
- Clémentine Amouroux : La comtesse d'Ozeray
- Nada Strancar : Mme Alexis
- Bernard Ballet : Le garde chiourme
- Dominique Reymond : Jeanne
- Daniel Laloux : Le prêtre
- Bernard Musson : Le père de M. Alexis
- Loïc Even : Le Penseur
- Robinson Stévenin : Rase-Motte
- Jonathan Zaccaï : Grande Gueule
- Sagamore Stévenin : Tête vide

## Inspiration historique
Le scénario transpose à une autre époque et un autre lieu la révolte qui se déroula à la maison de redressement de Belle-Île-en-Mer en 1934 et des conditions de vie à la colonie pénitentiaire de Mettray au XIXe siècle.